# Strade Bianche 2023
La 17e édition des Strade Bianche, une course cycliste sur route masculine, a lieu le 4 mars 2023 en Italie. Elle fait partie du calendrier UCI World Tour 2023 en catégorie 1.UWT.

## Présentation

### Parcours
Le parcours de 184 km de cette édition des Strade Bianche est inchangé par rapport à l'année précédente. Il part de la forteresse Médicis de Sienne et arrive sur la Piazza del Campo, dans cette même ville. Ce tracé comprend onze « routes blanches » (strade bianche en italien), pour un total de 63 km, :
| Secteur | Nom                   | Position                         | Longueur | Difficulté |
| ------- | --------------------- | -------------------------------- | -------- | ---------- |
| 1       | Vidritta              | entre le km 17,6 et le km 19,7   | 2 100 m  | 01         |
| 2       | Bagnaia               | entre le km 25,0 et le km 30,8   | 5 800 m  | 01         |
| 3       | Radi                  | entre le km 36,9 et le km 41,3   | 4 400 m  | 03         |
| 4       | La Piana              | entre le km 47,6 et le km 53,1   | 5 500 m  | 01         |
| 5       | Lucignano d'Asso      | entre le km 75,8 et le km 87,7   | 11 900 m | 03         |
| 6       | Pieve a Salti         | entre le km 88,7 et le km 96,7   | 8 000 m  | 04         |
| 7       | San Martino in Grania | entre le km 111,3 et le km 120,8 | 9 500 m  | 03         |
| 8       | Monte Sante Marie     | entre le km 130 et le km 141,5   | 11 500 m | 05         |
| 9       | Monteaperti           | entre le km 160 et le km 160,8   | 800 m    | 01         |
| 10      | Colle Pinzuto         | entre le km 164,6 et le km 167   | 2 400 m  | 04         |
| 11      | Le Tolfe              | entre le km 171 et le km 172,1   | 1 100 m  | 03         |

### Équipes
25 équipes sont au départ de la course, avec les 18 UCI WorldTeams et 7 UCI ProTeams :
| WorldTeams (18)- AG2R Citroën Team - Alpecin-Deceuninck - Astana Qazaqstan Team - Bahrain Victorious - Bora-Hansgrohe - Cofidis - EF Education-EasyPost - Groupama-FDJ - Ineos Grenadiers - Intermarché-Circus-Wanty - Jumbo-Visma - Movistar Team - Soudal Quick-Step - Arkéa-Samsic - Team Jayco AlUla - Team DSM - Trek-Segafredo - UAE Team Emirates ProTeams (7)- Eolo-Kometa - Green Project-Bardiani CSF-Faizanè - Israel-Premier Tech - Lotto Dstny - Q36.5 Pro Cycling Team - TotalEnergies - Tudor Pro Cycling Team |
| |

### Principaux favoris
Les absences des numéros 1 et 2 mondiaux Tadej Pogačar, vainqueur de l'édition précédente, et Wout van Aert, lauréat en 2020, rendent la course plus ouverte. Trois anciens vainqueurs des Strade peuvent toutefois faire figure de favoris : le Français Julian Alaphilippe (Soudal Quick-Step), victorieux en 2019 et récent vainqueur de l'Ardèche Classic, le Néerlandais Mathieu van der Poel (Alpecin Deceuninck), lauréat à Sienne en 2021, et le Belge Tiesj Benoot (Jumbo-Visma), vainqueur de l'édition 2018 et en forme après avoir remporté Kuurne-Bruxelles-Kuurne quelques jours auparavant. Parmi les autres favoris ou outsiders, on peut citer le Britannique Tom Pidcock (Ineos Grenadiers), l'Espagnol Pello Bilbao et le Slovène Matej Mohorič (Bahrain Victorious), le Russe Aleksandr Vlasov (Bora Hansgrohe), le Belge Tim Wellens (UAE Emirates), l'Américain Quinn Simmons (Trek Segafredo), le Portugais Rui Costa (Intermarché Circus Wanty) et le Français Valentin Madouas (Groupama FDJ).

## Déroulement de la course
Après une trentaine de kilomètres, un trio formé par le Norvégien Sven Erik Bystrøm (Intermarché-Circus-Wanty), le jeune espagnol Iván Romeo (Movistar) et l’Italien Alessandro De Marchi (Jayco-AlUla) se porte en tête de la course et compte jusqu’à six minutes d’avance. À 51 kilomètres de l'arrivée, sur le secteur de routes blanches de Monte Sante Marie, contrant une attaque des Italiens Alberto Bettiol (EF Education) et Andrea Bagioli (Soudal Quick-Step), Tom Pidcock (Ineos Grenadiers) sort du groupe des poursuivants et rejoint rapidement les trois attaquants de la première heure. Pendant plusieurs minutes, il reste en compagnie de deux des trois fuyards initiaux puis lâche Bystrøm puis De Marchi pour s'isoler en tête à 24 km de Sienne. Derrière le Britannique, un groupe de chasse de six coureurs finit par se constituer à 20 kilomètres de l'arrivée. Ce groupe de poursuivants se compose des coéquipiers de Jumbo-Visma Tiesj Benoot et Attila Valter, de Quinn Simmons (Trek Segafredo), de Rui Costa (Intermarché Circus Wanty), de Matej Mohorič (Bahrain Victorious) et de Valentin Madouas (Groupama FDJ). L'écart entre Pidcock et ses poursuivants varie et se réduit à 7 petites secondes à 9 km du terme mais le manque d'entente entre les poursuivants permet à Tom Pidcock de reprendre du terrain dans les ultimes kilomètres pour l'emporter en solitaire sur la Piazza del Campo de Sienne. Valentin Madouas, qui parvient à lâcher Tiesj Benoot dans la dernière montée, s'empare de la deuxième place.

## Classements

### Classement final
| \| Classement général \| Classement général \| Classement général \| Classement général \| Classement général \| \| Coureur \| Coureur \| Pays \| Équipe \| Temps \| \| ------------------ \| -------------------- \| ------------------ \| ------------------------ \| ------------------ \| \| 1er \| Tom Pidcock \| Royaume-Uni \| Ineos Grenadiers \| 4 h 31 min 41 s \| \| 2e \| Valentin Madouas \| France \| Groupama-FDJ \| + 20 s \| \| 3e \| Tiesj Benoot \| Belgique \| Jumbo-Visma \| + 22 s \| \| 4e \| Rui Costa \| Portugal \| Intermarché-Circus-Wanty \| + 23 s \| \| 5e \| Attila Valter \| Hongrie \| Jumbo-Visma \| + 23 s \| \| 6e \| Matej Mohorič \| Slovénie \| Bahrain Victorious \| + 34 s \| \| 7e \| Pello Bilbao \| Espagne \| Bahrain Victorious \| + 1 min 04 s \| \| 8e \| Romain Grégoire \| France \| Groupama-FDJ \| + 1 min 18 s \| \| 9e \| Davide Formolo \| Italie \| UAE Team Emirates \| + 1 min 23 s \| \| 10e \| Andreas Kron \| Danemark \| Lotto Dstny \| + 1 min 35 s \| \| 11e \| Alexey Lutsenko \| Kazakhstan \| Astana Qazaqstan Team \| + 1 min 44 s \| \| 12e \| Quinn Simmons \| États-Unis \| Trek-Segafredo \| + 2 min 26 s \| \| 13e \| Tim Wellens \| Belgique \| UAE Team Emirates \| + 2 min 26 s \| \| 14e \| Diego Ulissi \| Italie \| UAE Team Emirates \| + 2 min 26 s \| \| 15e \| Mathieu van der Poel \| Pays-Bas \| Alpecin-Deceuninck \| + 2 min 26 s \| \| 16e \| Alex Aranburu \| Espagne \| Movistar Team \| + 2 min 26 s \| \| 17e \| Toms Skujiņš \| Lettonie \| Trek-Segafredo \| + 2 min 26 s \| \| 18e \| Michał Kwiatkowski \| Pologne \| Ineos Grenadiers \| + 2 min 26 s \| \| 19e \| Thibaut Pinot \| France \| Groupama-FDJ \| + 2 min 26 s \| \| 20e \| Warren Barguil \| France \| Arkéa-Samsic \| + 2 min 26 s \| |                      |             |                          |                 |
| |                      |             |                          |                 |
| Source : ProCyclingStats |                      |             |                          |                 |
| Classement général |                      |             |                          |                 |
| Coureur | Coureur              | Pays        | Équipe                   | Temps           |
| 1er | Tom Pidcock          | Royaume-Uni | Ineos Grenadiers         | 4 h 31 min 41 s |
| 2e | Valentin Madouas     | France      | Groupama-FDJ             | + 20 s          |
| 3e | Tiesj Benoot         | Belgique    | Jumbo-Visma              | + 22 s          |
| 4e | Rui Costa            | Portugal    | Intermarché-Circus-Wanty | + 23 s          |
| 5e | Attila Valter        | Hongrie     | Jumbo-Visma              | + 23 s          |
| 6e | Matej Mohorič        | Slovénie    | Bahrain Victorious       | + 34 s          |
| 7e | Pello Bilbao         | Espagne     | Bahrain Victorious       | + 1 min 04 s    |
| 8e | Romain Grégoire      | France      | Groupama-FDJ             | + 1 min 18 s    |
| 9e | Davide Formolo       | Italie      | UAE Team Emirates        | + 1 min 23 s    |
| 10e | Andreas Kron         | Danemark    | Lotto Dstny              | + 1 min 35 s    |
| 11e | Alexey Lutsenko      | Kazakhstan  | Astana Qazaqstan Team    | + 1 min 44 s    |
| 12e | Quinn Simmons        | États-Unis  | Trek-Segafredo           | + 2 min 26 s    |
| 13e | Tim Wellens          | Belgique    | UAE Team Emirates        | + 2 min 26 s    |
| 14e | Diego Ulissi         | Italie      | UAE Team Emirates        | + 2 min 26 s    |
| 15e | Mathieu van der Poel | Pays-Bas    | Alpecin-Deceuninck       | + 2 min 26 s    |
| 16e | Alex Aranburu        | Espagne     | Movistar Team            | + 2 min 26 s    |
| 17e | Toms Skujiņš         | Lettonie    | Trek-Segafredo           | + 2 min 26 s    |
| 18e | Michał Kwiatkowski   | Pologne     | Ineos Grenadiers         | + 2 min 26 s    |
| 19e | Thibaut Pinot        | France      | Groupama-FDJ             | + 2 min 26 s    |
| 20e | Warren Barguil       | France      | Arkéa-Samsic             | + 2 min 26 s    |

### Classements UCI
La course attribue des points au Classement mondial UCI 2023 selon le barème suivant :
| Position           | 1er | 2e  | 3e  | 4e  | 5e  | 6e  | 7e  | 8e  | 9e | 10e | 11e | 12e | 13e | 14e | 15e | 16e à 20e | 21e à 30e | 31e à 50e | 51e à 55e | 56e à 60e |
| Classement général | 400 | 320 | 260 | 220 | 180 | 140 | 120 | 100 | 80 | 68  | 56  | 48  | 40  | 32  | 28  | 24        | 16        | 8         | 4         | 2         |

## Liste des participants
| Alpecin-Deceuninck ADC | Alpecin-Deceuninck ADC      | Alpecin-Deceuninck ADC |
| ---------------------- | --------------------------- | ---------------------- |
| Num                    | Coureur                     | Pos                    |
| 1                      | Mathieu van der Poel (NED)  | 14e                    |
| 2                      | Samuel Gaze (NZL)           | 84e                    |
| 3                      | Michael Gogl (AUT)          | 66e                    |
| 4                      | Oscar Riesebeek (NED)       | 126e                   |
| 5                      | Robert Stannard (AUS)       | 50e                    |
| 6                      | Fabio Van den Bossche (BEL) | 128e                   |
| 7                      | Gianni Vermeersch (BEL)     | 21e                    |

| AG2R Citroën Team ACT | AG2R Citroën Team ACT        | AG2R Citroën Team ACT |
| --------------------- | ---------------------------- | --------------------- |
| Num                   | Coureur                      | Pos                   |
| 11                    | Greg Van Avermaet (BEL)      | 44e                   |
| 12                    | Valentin Paret-Peintre (FRA) | AB                    |
| 13                    | Nans Peters (FRA)            | 56e                   |
| 14                    | Valentin Retailleau (FRA)    | AB                    |
| 15                    | Michael Schär (SUI)          | 89e                   |
| 16                    | Andrea Vendrame (ITA)        | AB                    |
| 17                    | Clément Venturini (FRA)      | 43e                   |

| Astana Qazaqstan Team AST | Astana Qazaqstan Team AST | Astana Qazaqstan Team AST |
| ------------------------- | ------------------------- | ------------------------- |
| Num                       | Coureur                   | Pos                       |
| 21                        | Alexey Lutsenko (KAZ)     | 11e                       |
| 22                        | Aleksandr Riabushenko     | HD                        |
| 23                        | Manuele Boaro (ITA)       | AB                        |
| 24                        | Yevgeniy Fedorov (KAZ)    | NP                        |
| 25                        | Antonio Nibali (ITA)      | AB                        |
| 26                        | Leonardo Basso (ITA)      | 125e                      |
| 27                        | Simone Velasco (ITA)      | 90e                       |

| Bahrain Victorious TBV | Bahrain Victorious TBV    | Bahrain Victorious TBV |
| ---------------------- | ------------------------- | ---------------------- |
| Num                    | Coureur                   | Pos                    |
| 31                     | Pello Bilbao (ESP)        | 7e                     |
| 32                     | Matevž Govekar (SLO)      | 106e                   |
| 33                     | Fran Miholjević (CRO)     | AB                     |
| 34                     | Matej Mohorič (SLO)       | 6e                     |
| 35                     | Andrea Pasqualon (ITA)    | 48e                    |
| 36                     | Rainer Kepplinger (AUT)   | 47e                    |
| 37                     | Hermann Pernsteiner (AUT) | 45e                    |

| Bora-Hansgrohe BOH | Bora-Hansgrohe BOH     | Bora-Hansgrohe BOH |
| ------------------ | ---------------------- | ------------------ |
| Num                | Coureur                | Pos                |
| 41                 | Sergio Higuita (COL)   | 37e                |
| 42                 | Cesare Benedetti (POL) | AB                 |
| 43                 | Patrick Gamper (AUT)   | AB                 |
| 44                 | Lennard Kämna (GER)    | 28e                |
| 45                 | Patrick Konrad (AUT)   | 23e                |
| 46                 | Ide Schelling (NED)    | 107e               |
| 47                 | Aleksandr Vlasov       | 25e                |

| Cofidis COF | Cofidis COF           | Cofidis COF |
| ----------- | --------------------- | ----------- |
| Num         | Coureur               | Pos         |
| 51          | Axel Zingle (FRA)     | 53e         |
| 52          | André Carvalho (POR)  | 112e        |
| 53          | Thomas Champion (FRA) | AB          |
| 54          | Eddy Finé (FRA)       | 96e         |
| 55          | Jonathan Lastra (ESP) | 83e         |
| 56          | Axel Mariault (FRA)   | 102e        |
| 57          | Harrison Wood (GBR)   | 46e         |

| EF Education-EasyPost EFE | EF Education-EasyPost EFE | EF Education-EasyPost EFE |
| ------------------------- | ------------------------- | ------------------------- |
| Num                       | Coureur                   | Pos                       |
| 61                        | Alberto Bettiol (ITA)     | AB                        |
| 62                        | Andrey Amador (CRC)       | AB                        |
| 63                        | Julius van den Berg (NED) | 82e                       |
| 64                        | Mikkel Honoré (DEN)       | 65e                       |
| 65                        | Jens Keukeleire (BEL)     | 92e                       |
| 66                        | Sean Quinn (USA)          | 34e                       |
| 67                        | James Shaw (GBR)          | 26e                       |

| Eolo-Kometa EOK | Eolo-Kometa EOK           | Eolo-Kometa EOK |
| --------------- | ------------------------- | --------------- |
| Num             | Coureur                   | Pos             |
| 71              | Erik Fetter (HUN)         | 74e             |
| 72              | Simone Bevilacqua (ITA)   | AB              |
| 73              | Andrea Garosio (ITA)      | HD              |
| 74              | Mirco Maestri (ITA)       | 88e             |
| 75              | Andrea Pietrobon (ITA)    | AB              |
| 76              | Samuele Rivi (ITA)        | AB              |
| 77              | Diego Pablo Sevilla (ESP) | 109e            |

| Green Project-Bardiani CSF-Faizanè BCF | Green Project-Bardiani CSF-Faizanè BCF | Green Project-Bardiani CSF-Faizanè BCF |
| -------------------------------------- | -------------------------------------- | -------------------------------------- |
| Num                                    | Coureur                                | Pos                                    |
| 81                                     | Luca Colnaghi (ITA)                    | 108e                                   |
| 82                                     | Davide Gabburo (ITA)                   | 61e                                    |
| 83                                     | Alex Tolio (ITA)                       | 81e                                    |
| 84                                     | Riccardo Lucca (ITA)                   | 118e                                   |
| 85                                     | Filippo Magli (ITA)                    | 110e                                   |
| 86                                     | Alessandro Tonelli (ITA)               | AB                                     |
| 87                                     | Samuele Zoccarato (ITA)                | 121e                                   |

| Groupama-FDJ GFC | Groupama-FDJ GFC       | Groupama-FDJ GFC |
| ---------------- | ---------------------- | ---------------- |
| Num              | Coureur                | Pos              |
| 91               | Thibaut Pinot (FRA)    | 18e              |
| 92               | Lewis Askey (GBR)      | 93e              |
| 93               | Romain Grégoire (FRA)  | 8e               |
| 94               | Olivier Le Gac (FRA)   | 64e              |
| 95               | Valentin Madouas (FRA) | 2e               |
| 96               | Quentin Pacher (FRA)   | 59e              |
| 97               | Fabian Lienhard (SUI)  | 120e             |

| Ineos Grenadiers IGD | Ineos Grenadiers IGD           | Ineos Grenadiers IGD |
| -------------------- | ------------------------------ | -------------------- |
| Num                  | Coureur                        | Pos                  |
| 101                  | Tom Pidcock (GBR)              | 1er                  |
| 102                  | Laurens De Plus (BEL)          | 24e                  |
| 103                  | Michał Kwiatkowski (POL)       | 17e                  |
| 104                  | Brandon Rivera (COL)           | 60e                  |
| 105                  | Carlos Rodríguez (ESP) (route) | AB                   |
| 106                  | Magnus Sheffield (USA)         | 55e                  |
| 107                  | Ben Tulett (GBR)               | 30e                  |

| Intermarché-Circus-Wanty ICW | Intermarché-Circus-Wanty ICW | Intermarché-Circus-Wanty ICW |
| ---------------------------- | ---------------------------- | ---------------------------- |
| Num                          | Coureur                      | Pos                          |
| 111                          | Rui Costa (POR)              | 4e                           |
| 112                          | Sven Erik Bystrøm (NOR)      | 41e                          |
| 113                          | Rune Herregodts (BEL)        | AB                           |
| 114                          | Simone Petilli (ITA)         | 32e                          |
| 115                          | Lorenzo Rota (ITA)           | AB                           |
| 116                          | Laurens Huys (BEL)           | 51e                          |
| 117                          | Georg Zimmermann (GER)       | AB                           |

| Israel-Premier Tech IPT | Israel-Premier Tech IPT  | Israel-Premier Tech IPT |
| ----------------------- | ------------------------ | ----------------------- |
| Num                     | Coureur                  | Pos                     |
| 121                     | Omer Goldstein (ISR)     | HD                      |
| 123                     | Simon Clarke (AUS)       | 27e                     |
| 124                     | Derek Gee (CAN)          | HD                      |
| 125                     | Reto Hollenstein (SUI)   | AB                      |
| 126                     | Krists Neilands (LAT)    | 76e                     |
| 127                     | Mads Würtz Schmidt (DEN) | AB                      |

| Jumbo-Visma TJV | Jumbo-Visma TJV             | Jumbo-Visma TJV |
| --------------- | --------------------------- | --------------- |
| Num             | Coureur                     | Pos             |
| 131             | Tiesj Benoot (BEL)          | 3e              |
| 132             | Michel Hessmann (GER)       | 73e             |
| 133             | Lennard Hofstede (NED)      | 104e            |
| 134             | Gijs Leemreize (NED)        | HD              |
| 135             | Milan Vader (NED)           | 33e             |
| 136             | Attila Valter (HUN) (route) | 5e              |
| 137             | Tosh Van der Sande (BEL)    | 86e             |

| Lotto Dstny LTD | Lotto Dstny LTD          | Lotto Dstny LTD |
| --------------- | ------------------------ | --------------- |
| Num             | Coureur                  | Pos             |
| 141             | Andreas Kron (DEN)       | 10e             |
| 142             | Johannes Adamietz (GER)  | AB              |
| 143             | Arjen Livyns (BEL)       | 94e             |
| 144             | Sylvain Moniquet (BEL)   | 124e            |
| 145             | Mathijs Paasschens (NED) | 113e            |
| 146             | Eduardo Sepúlveda (ARG)  | AB              |
| 147             | Maxim Van Gils (BEL)     | 22e             |

| Movistar Team MOV | Movistar Team MOV     | Movistar Team MOV |
| ----------------- | --------------------- | ----------------- |
| Num               | Coureur               | Pos               |
| 151               | Alex Aranburu (ESP)   | 15e               |
| 152               | Albert Torres (ESP)   | 115e              |
| 153               | Juri Hollmann (GER)   | 71e               |
| 154               | Lluís Mas (ESP)       | 70e               |
| 155               | Nélson Oliveira (POR) | 35e               |
| 156               | Iván Romeo (ESP)      | AB                |
| 157               | Carlos Verona (ESP)   | 63e               |

| Q36.5 Pro Cycling Team Q36 | Q36.5 Pro Cycling Team Q36 | Q36.5 Pro Cycling Team Q36 |
| -------------------------- | -------------------------- | -------------------------- |
| Num                        | Coureur                    | Pos                        |
| 161                        | Negasi Abreha (ETH)        | 114e                       |
| 162                        | Gianluca Brambilla (ITA)   | AB                         |
| 163                        | Walter Calzoni (ITA)       | 52e                        |
| 164                        | Marcel Camprubí (ESP)      | AB                         |
| 165                        | Filippo Colombo (SUI)      | 122e                       |
| 166                        | Filippo Conca (ITA)        | 58e                        |
| 167                        | Mark Donovan (GBR)         | AB                         |

| Soudal Quick-Step SOQ | Soudal Quick-Step SOQ    | Soudal Quick-Step SOQ |
| --------------------- | ------------------------ | --------------------- |
| Num                   | Coureur                  | Pos                   |
| 171                   | Julian Alaphilippe (FRA) | 42e                   |
| 172                   | Andrea Bagioli (ITA)     | 29e                   |
| 173                   | Davide Ballerini (ITA)   | AB                    |
| 174                   | Casper Pedersen (DEN)    | 87e                   |
| 175                   | Dries Devenyns (BEL)     | AB                    |
| 176                   | Pieter Serry (BEL)       | 57e                   |
| 177                   | Mauri Vansevenant (BEL)  | 85e                   |

| Arkéa-Samsic ARK | Arkéa-Samsic ARK        | Arkéa-Samsic ARK |
| ---------------- | ----------------------- | ---------------- |
| Num              | Coureur                 | Pos              |
| 181              | Warren Barguil (FRA)    | 19e              |
| 182              | Louis Barré (FRA)       | 117e             |
| 183              | Anthony Delaplace (FRA) | 78e              |
| 184              | Simon Guglielmi (FRA)   | 31e              |
| 185              | Łukasz Owsian (POL)     | HD               |
| 186              | Clément Russo (FRA)     | 97e              |
| 187              | Alessandro Verre (ITA)  | 39e              |

| Team DSM DSM | Team DSM DSM             | Team DSM DSM |
| ------------ | ------------------------ | ------------ |
| Num          | Coureur                  | Pos          |
| 191          | Oscar Onley (GBR)        | 40e          |
| 192          | Marco Brenner (GER)      | AB           |
| 193          | Henri Vandenabeele (BEL) | AB           |
| 194          | Sean Flynn (GBR)         | 91e          |
| 195          | Harm Vanhoucke (BEL)     | 100e         |
| 196          | Lorenzo Milesi (ITA)     | AB           |
| 197          | Martijn Tusveld (NED)    | 77e          |

| Team Jayco AlUla JAY | Team Jayco AlUla JAY          | Team Jayco AlUla JAY |
| -------------------- | ----------------------------- | -------------------- |
| Num                  | Coureur                       | Pos                  |
| 201                  | Filippo Zana (ITA) (route)    | 20e                  |
| 202                  | Alexandre Balmer (SUI)        | 79e                  |
| 203                  | Alessandro De Marchi (ITA)    | 38e                  |
| 204                  | Felix Engelhardt (GER)        | HD                   |
| 205                  | Christopher Juul Jensen (DEN) | 98e                  |
| 206                  | Jan Maas (NED)                | 123e                 |
| 207                  | Zdeněk Štybar (CZE)           | 72e                  |

| TotalEnergies TEN | TotalEnergies TEN         | TotalEnergies TEN |
| ----------------- | ------------------------- | ----------------- |
| Num               | Coureur                   | Pos               |
| 211               | Peter Sagan (SVK) (route) | 103e              |
| 212               | Maciej Bodnar (POL)       | AB                |
| 213               | Mathieu Burgaudeau (FRA)  | AB                |
| 214               | Steff Cras (BEL)          | 36e               |
| 215               | Valentin Ferron (FRA)     | 75e               |
| 216               | Daniel Oss (ITA)          | 127e              |
| 217               | Julien Simon (FRA)        | AB                |

| Trek-Segafredo TFS | Trek-Segafredo TFS            | Trek-Segafredo TFS |
| ------------------ | ----------------------------- | ------------------ |
| Num                | Coureur                       | Pos                |
| 221                | Edward Theuns (BEL)           | 119e               |
| 222                | Dario Cataldo (ITA)           | 116e               |
| 223                | Amanuel Ghebreigzabhier (ERI) | 80e                |
| 224                | Asbjørn Hellemose (DEN)       | 62e                |
| 225                | Markus Hoelgaard (NOR)        | HD                 |
| 226                | Quinn Simmons (USA)           | 12e                |
| 227                | Toms Skujiņš (LAT)            | 16e                |

| Tudor Pro Cycling Team TUD | Tudor Pro Cycling Team TUD   | Tudor Pro Cycling Team TUD |
| -------------------------- | ---------------------------- | -------------------------- |
| Num                        | Coureur                      | Pos                        |
| 231                        | Sébastien Reichenbach (SUI)  | 49e                        |
| 232                        | Nils Brun (SUI)              | 111e                       |
| 233                        | Aloïs Charrin (FRA)          | AB                         |
| 234                        | Lucas Eriksson (SWE) (route) | 54e                        |
| 235                        | Simon Pellaud (SUI)          | 95e                        |
| 236                        | Roland Thalmann (SUI)        | 101e                       |
| 237                        | Yannis Voisard (SUI)         | 67e                        |

| UAE Team Emirates UAD | UAE Team Emirates UAD | UAE Team Emirates UAD |
| --------------------- | --------------------- | --------------------- |
| Num                   | Coureur               | Pos                   |
| 241                   | Sjoerd Bax (NED)      | 99e                   |
| 242                   | George Bennett (NZL)  | 105e                  |
| 243                   | Alessandro Covi (ITA) | 68e                   |
| 244                   | Davide Formolo (ITA)  | 9e                    |
| 245                   | Brandon McNulty (USA) | 69e                   |
| 246                   | Diego Ulissi (ITA)    | 13e                   |
| 247                   | Tim Wellens (BEL)     | AB                    |

| Alpecin-Deceuninck ADC | Alpecin-Deceuninck ADC      | Alpecin-Deceuninck ADC |
| ---------------------- | --------------------------- | ---------------------- |
| Num                    | Coureur                     | Pos                    |
| 1                      | Mathieu van der Poel (NED)  | 14e                    |
| 2                      | Samuel Gaze (NZL)           | 84e                    |
| 3                      | Michael Gogl (AUT)          | 66e                    |
| 4                      | Oscar Riesebeek (NED)       | 126e                   |
| 5                      | Robert Stannard (AUS)       | 50e                    |
| 6                      | Fabio Van den Bossche (BEL) | 128e                   |
| 7                      | Gianni Vermeersch (BEL)     | 21e                    |

| AG2R Citroën Team ACT | AG2R Citroën Team ACT        | AG2R Citroën Team ACT |
| --------------------- | ---------------------------- | --------------------- |
| Num                   | Coureur                      | Pos                   |
| 11                    | Greg Van Avermaet (BEL)      | 44e                   |
| 12                    | Valentin Paret-Peintre (FRA) | AB                    |
| 13                    | Nans Peters (FRA)            | 56e                   |
| 14                    | Valentin Retailleau (FRA)    | AB                    |
| 15                    | Michael Schär (SUI)          | 89e                   |
| 16                    | Andrea Vendrame (ITA)        | AB                    |
| 17                    | Clément Venturini (FRA)      | 43e                   |

| Astana Qazaqstan Team AST | Astana Qazaqstan Team AST | Astana Qazaqstan Team AST |
| ------------------------- | ------------------------- | ------------------------- |
| Num                       | Coureur                   | Pos                       |
| 21                        | Alexey Lutsenko (KAZ)     | 11e                       |
| 22                        | Aleksandr Riabushenko     | HD                        |
| 23                        | Manuele Boaro (ITA)       | AB                        |
| 24                        | Yevgeniy Fedorov (KAZ)    | NP                        |
| 25                        | Antonio Nibali (ITA)      | AB                        |
| 26                        | Leonardo Basso (ITA)      | 125e                      |
| 27                        | Simone Velasco (ITA)      | 90e                       |

| Bahrain Victorious TBV | Bahrain Victorious TBV    | Bahrain Victorious TBV |
| ---------------------- | ------------------------- | ---------------------- |
| Num                    | Coureur                   | Pos                    |
| 31                     | Pello Bilbao (ESP)        | 7e                     |
| 32                     | Matevž Govekar (SLO)      | 106e                   |
| 33                     | Fran Miholjević (CRO)     | AB                     |
| 34                     | Matej Mohorič (SLO)       | 6e                     |
| 35                     | Andrea Pasqualon (ITA)    | 48e                    |
| 36                     | Rainer Kepplinger (AUT)   | 47e                    |
| 37                     | Hermann Pernsteiner (AUT) | 45e                    |

| Bora-Hansgrohe BOH | Bora-Hansgrohe BOH     | Bora-Hansgrohe BOH |
| ------------------ | ---------------------- | ------------------ |
| Num                | Coureur                | Pos                |
| 41                 | Sergio Higuita (COL)   | 37e                |
| 42                 | Cesare Benedetti (POL) | AB                 |
| 43                 | Patrick Gamper (AUT)   | AB                 |
| 44                 | Lennard Kämna (GER)    | 28e                |
| 45                 | Patrick Konrad (AUT)   | 23e                |
| 46                 | Ide Schelling (NED)    | 107e               |
| 47                 | Aleksandr Vlasov       | 25e                |

| Cofidis COF | Cofidis COF           | Cofidis COF |
| ----------- | --------------------- | ----------- |
| Num         | Coureur               | Pos         |
| 51          | Axel Zingle (FRA)     | 53e         |
| 52          | André Carvalho (POR)  | 112e        |
| 53          | Thomas Champion (FRA) | AB          |
| 54          | Eddy Finé (FRA)       | 96e         |
| 55          | Jonathan Lastra (ESP) | 83e         |
| 56          | Axel Mariault (FRA)   | 102e        |
| 57          | Harrison Wood (GBR)   | 46e         |

| EF Education-EasyPost EFE | EF Education-EasyPost EFE | EF Education-EasyPost EFE |
| ------------------------- | ------------------------- | ------------------------- |
| Num                       | Coureur                   | Pos                       |
| 61                        | Alberto Bettiol (ITA)     | AB                        |
| 62                        | Andrey Amador (CRC)       | AB                        |
| 63                        | Julius van den Berg (NED) | 82e                       |
| 64                        | Mikkel Honoré (DEN)       | 65e                       |
| 65                        | Jens Keukeleire (BEL)     | 92e                       |
| 66                        | Sean Quinn (USA)          | 34e                       |
| 67                        | James Shaw (GBR)          | 26e                       |

| Eolo-Kometa EOK | Eolo-Kometa EOK           | Eolo-Kometa EOK |
| --------------- | ------------------------- | --------------- |
| Num             | Coureur                   | Pos             |
| 71              | Erik Fetter (HUN)         | 74e             |
| 72              | Simone Bevilacqua (ITA)   | AB              |
| 73              | Andrea Garosio (ITA)      | HD              |
| 74              | Mirco Maestri (ITA)       | 88e             |
| 75              | Andrea Pietrobon (ITA)    | AB              |
| 76              | Samuele Rivi (ITA)        | AB              |
| 77              | Diego Pablo Sevilla (ESP) | 109e            |

| Green Project-Bardiani CSF-Faizanè BCF | Green Project-Bardiani CSF-Faizanè BCF | Green Project-Bardiani CSF-Faizanè BCF |
| -------------------------------------- | -------------------------------------- | -------------------------------------- |
| Num                                    | Coureur                                | Pos                                    |
| 81                                     | Luca Colnaghi (ITA)                    | 108e                                   |
| 82                                     | Davide Gabburo (ITA)                   | 61e                                    |
| 83                                     | Alex Tolio (ITA)                       | 81e                                    |
| 84                                     | Riccardo Lucca (ITA)                   | 118e                                   |
| 85                                     | Filippo Magli (ITA)                    | 110e                                   |
| 86                                     | Alessandro Tonelli (ITA)               | AB                                     |
| 87                                     | Samuele Zoccarato (ITA)                | 121e                                   |

| Groupama-FDJ GFC | Groupama-FDJ GFC       | Groupama-FDJ GFC |
| ---------------- | ---------------------- | ---------------- |
| Num              | Coureur                | Pos              |
| 91               | Thibaut Pinot (FRA)    | 18e              |
| 92               | Lewis Askey (GBR)      | 93e              |
| 93               | Romain Grégoire (FRA)  | 8e               |
| 94               | Olivier Le Gac (FRA)   | 64e              |
| 95               | Valentin Madouas (FRA) | 2e               |
| 96               | Quentin Pacher (FRA)   | 59e              |
| 97               | Fabian Lienhard (SUI)  | 120e             |

| Ineos Grenadiers IGD | Ineos Grenadiers IGD           | Ineos Grenadiers IGD |
| -------------------- | ------------------------------ | -------------------- |
| Num                  | Coureur                        | Pos                  |
| 101                  | Tom Pidcock (GBR)              | 1er                  |
| 102                  | Laurens De Plus (BEL)          | 24e                  |
| 103                  | Michał Kwiatkowski (POL)       | 17e                  |
| 104                  | Brandon Rivera (COL)           | 60e                  |
| 105                  | Carlos Rodríguez (ESP) (route) | AB                   |
| 106                  | Magnus Sheffield (USA)         | 55e                  |
| 107                  | Ben Tulett (GBR)               | 30e                  |

| Intermarché-Circus-Wanty ICW | Intermarché-Circus-Wanty ICW | Intermarché-Circus-Wanty ICW |
| ---------------------------- | ---------------------------- | ---------------------------- |
| Num                          | Coureur                      | Pos                          |
| 111                          | Rui Costa (POR)              | 4e                           |
| 112                          | Sven Erik Bystrøm (NOR)      | 41e                          |
| 113                          | Rune Herregodts (BEL)        | AB                           |
| 114                          | Simone Petilli (ITA)         | 32e                          |
| 115                          | Lorenzo Rota (ITA)           | AB                           |
| 116                          | Laurens Huys (BEL)           | 51e                          |
| 117                          | Georg Zimmermann (GER)       | AB                           |

| Israel-Premier Tech IPT | Israel-Premier Tech IPT  | Israel-Premier Tech IPT |
| ----------------------- | ------------------------ | ----------------------- |
| Num                     | Coureur                  | Pos                     |
| 121                     | Omer Goldstein (ISR)     | HD                      |
| 123                     | Simon Clarke (AUS)       | 27e                     |
| 124                     | Derek Gee (CAN)          | HD                      |
| 125                     | Reto Hollenstein (SUI)   | AB                      |
| 126                     | Krists Neilands (LAT)    | 76e                     |
| 127                     | Mads Würtz Schmidt (DEN) | AB                      |

| Jumbo-Visma TJV | Jumbo-Visma TJV             | Jumbo-Visma TJV |
| --------------- | --------------------------- | --------------- |
| Num             | Coureur                     | Pos             |
| 131             | Tiesj Benoot (BEL)          | 3e              |
| 132             | Michel Hessmann (GER)       | 73e             |
| 133             | Lennard Hofstede (NED)      | 104e            |
| 134             | Gijs Leemreize (NED)        | HD              |
| 135             | Milan Vader (NED)           | 33e             |
| 136             | Attila Valter (HUN) (route) | 5e              |
| 137             | Tosh Van der Sande (BEL)    | 86e             |

| Lotto Dstny LTD | Lotto Dstny LTD          | Lotto Dstny LTD |
| --------------- | ------------------------ | --------------- |
| Num             | Coureur                  | Pos             |
| 141             | Andreas Kron (DEN)       | 10e             |
| 142             | Johannes Adamietz (GER)  | AB              |
| 143             | Arjen Livyns (BEL)       | 94e             |
| 144             | Sylvain Moniquet (BEL)   | 124e            |
| 145             | Mathijs Paasschens (NED) | 113e            |
| 146             | Eduardo Sepúlveda (ARG)  | AB              |
| 147             | Maxim Van Gils (BEL)     | 22e             |

| Movistar Team MOV | Movistar Team MOV     | Movistar Team MOV |
| ----------------- | --------------------- | ----------------- |
| Num               | Coureur               | Pos               |
| 151               | Alex Aranburu (ESP)   | 15e               |
| 152               | Albert Torres (ESP)   | 115e              |
| 153               | Juri Hollmann (GER)   | 71e               |
| 154               | Lluís Mas (ESP)       | 70e               |
| 155               | Nélson Oliveira (POR) | 35e               |
| 156               | Iván Romeo (ESP)      | AB                |
| 157               | Carlos Verona (ESP)   | 63e               |

| Q36.5 Pro Cycling Team Q36 | Q36.5 Pro Cycling Team Q36 | Q36.5 Pro Cycling Team Q36 |
| -------------------------- | -------------------------- | -------------------------- |
| Num                        | Coureur                    | Pos                        |
| 161                        | Negasi Abreha (ETH)        | 114e                       |
| 162                        | Gianluca Brambilla (ITA)   | AB                         |
| 163                        | Walter Calzoni (ITA)       | 52e                        |
| 164                        | Marcel Camprubí (ESP)      | AB                         |
| 165                        | Filippo Colombo (SUI)      | 122e                       |
| 166                        | Filippo Conca (ITA)        | 58e                        |
| 167                        | Mark Donovan (GBR)         | AB                         |

| Soudal Quick-Step SOQ | Soudal Quick-Step SOQ    | Soudal Quick-Step SOQ |
| --------------------- | ------------------------ | --------------------- |
| Num                   | Coureur                  | Pos                   |
| 171                   | Julian Alaphilippe (FRA) | 42e                   |
| 172                   | Andrea Bagioli (ITA)     | 29e                   |
| 173                   | Davide Ballerini (ITA)   | AB                    |
| 174                   | Casper Pedersen (DEN)    | 87e                   |
| 175                   | Dries Devenyns (BEL)     | AB                    |
| 176                   | Pieter Serry (BEL)       | 57e                   |
| 177                   | Mauri Vansevenant (BEL)  | 85e                   |

| Arkéa-Samsic ARK | Arkéa-Samsic ARK        | Arkéa-Samsic ARK |
| ---------------- | ----------------------- | ---------------- |
| Num              | Coureur                 | Pos              |
| 181              | Warren Barguil (FRA)    | 19e              |
| 182              | Louis Barré (FRA)       | 117e             |
| 183              | Anthony Delaplace (FRA) | 78e              |
| 184              | Simon Guglielmi (FRA)   | 31e              |
| 185              | Łukasz Owsian (POL)     | HD               |
| 186              | Clément Russo (FRA)     | 97e              |
| 187              | Alessandro Verre (ITA)  | 39e              |

| Team DSM DSM | Team DSM DSM             | Team DSM DSM |
| ------------ | ------------------------ | ------------ |
| Num          | Coureur                  | Pos          |
| 191          | Oscar Onley (GBR)        | 40e          |
| 192          | Marco Brenner (GER)      | AB           |
| 193          | Henri Vandenabeele (BEL) | AB           |
| 194          | Sean Flynn (GBR)         | 91e          |
| 195          | Harm Vanhoucke (BEL)     | 100e         |
| 196          | Lorenzo Milesi (ITA)     | AB           |
| 197          | Martijn Tusveld (NED)    | 77e          |

| Team Jayco AlUla JAY | Team Jayco AlUla JAY          | Team Jayco AlUla JAY |
| -------------------- | ----------------------------- | -------------------- |
| Num                  | Coureur                       | Pos                  |
| 201                  | Filippo Zana (ITA) (route)    | 20e                  |
| 202                  | Alexandre Balmer (SUI)        | 79e                  |
| 203                  | Alessandro De Marchi (ITA)    | 38e                  |
| 204                  | Felix Engelhardt (GER)        | HD                   |
| 205                  | Christopher Juul Jensen (DEN) | 98e                  |
| 206                  | Jan Maas (NED)                | 123e                 |
| 207                  | Zdeněk Štybar (CZE)           | 72e                  |

| TotalEnergies TEN | TotalEnergies TEN         | TotalEnergies TEN |
| ----------------- | ------------------------- | ----------------- |
| Num               | Coureur                   | Pos               |
| 211               | Peter Sagan (SVK) (route) | 103e              |
| 212               | Maciej Bodnar (POL)       | AB                |
| 213               | Mathieu Burgaudeau (FRA)  | AB                |
| 214               | Steff Cras (BEL)          | 36e               |
| 215               | Valentin Ferron (FRA)     | 75e               |
| 216               | Daniel Oss (ITA)          | 127e              |
| 217               | Julien Simon (FRA)        | AB                |

| Trek-Segafredo TFS | Trek-Segafredo TFS            | Trek-Segafredo TFS |
| ------------------ | ----------------------------- | ------------------ |
| Num                | Coureur                       | Pos                |
| 221                | Edward Theuns (BEL)           | 119e               |
| 222                | Dario Cataldo (ITA)           | 116e               |
| 223                | Amanuel Ghebreigzabhier (ERI) | 80e                |
| 224                | Asbjørn Hellemose (DEN)       | 62e                |
| 225                | Markus Hoelgaard (NOR)        | HD                 |
| 226                | Quinn Simmons (USA)           | 12e                |
| 227                | Toms Skujiņš (LAT)            | 16e                |

| Tudor Pro Cycling Team TUD | Tudor Pro Cycling Team TUD   | Tudor Pro Cycling Team TUD |
| -------------------------- | ---------------------------- | -------------------------- |
| Num                        | Coureur                      | Pos                        |
| 231                        | Sébastien Reichenbach (SUI)  | 49e                        |
| 232                        | Nils Brun (SUI)              | 111e                       |
| 233                        | Aloïs Charrin (FRA)          | AB                         |
| 234                        | Lucas Eriksson (SWE) (route) | 54e                        |
| 235                        | Simon Pellaud (SUI)          | 95e                        |
| 236                        | Roland Thalmann (SUI)        | 101e                       |
| 237                        | Yannis Voisard (SUI)         | 67e                        |

| UAE Team Emirates UAD | UAE Team Emirates UAD | UAE Team Emirates UAD |
| --------------------- | --------------------- | --------------------- |
| Num                   | Coureur               | Pos                   |
| 241                   | Sjoerd Bax (NED)      | 99e                   |
| 242                   | George Bennett (NZL)  | 105e                  |
| 243                   | Alessandro Covi (ITA) | 68e                   |
| 244                   | Davide Formolo (ITA)  | 9e                    |
| 245                   | Brandon McNulty (USA) | 69e                   |
| 246                   | Diego Ulissi (ITA)    | 13e                   |
| 247                   | Tim Wellens (BEL)     | AB                    |